# Větrný mlýnek v Šenově
Větrný mlýnek v Šenově je větrný mlýn s větrnou turbínou, který se nachází poblíže kostela Prozřetelnosti Boží a muzea v Šenově v okrese Ostrava-město. Geograficky se nachází v nížině Ostravská pánev a v Moravskoslezském kraji.

## Popis mlýna a jeho historie
Větrný mlýnek v Šenově byl postaven v roce 1922 a renovován v roce 2013. Stavby tohoto typu, lidově nazývané „větřoky“, byly typické pro oblast mezi Moravskoslezskými Beskydami a Ostravou. Původně mlýnek stál na ulici Škrbeňská 65 v Šenově odkud byl přemístěn na stávající adresu Kostelní 128. Větrná turbína má 12 lopatek na průměru 2 m. Mlecí zařízení s hranolovým vysévačem, kuželovým ozubeným převodem 1:2 a mlýnskými kameny o průměru 0,5 m, je původní. Stavba mlýnku je obdélníkového půdorysu 3,75 x 2,8 m s výškou stavby se sedlovou střechou je 3,5 m a celková výška i s větrnou turbínou je 5,7 m. Později byla stavba modernizována a doplněna výklenkem pro elektromotor a z toho důvodu se mlýnek používal ještě v 70. letech 20. století. Nyní je mlýnek součásti venkovních muzejních sbírek Šenovského muzea a vstup je zpoplatněn.

## Další informace
Mlýnek se také nachází na okružní trase Šenovské naučné stezky. Vstup do mlýnku je zpoplatněn. V Šenově se do dnešních časů zachovalo celkem 5 mlýnků.

## Galerie

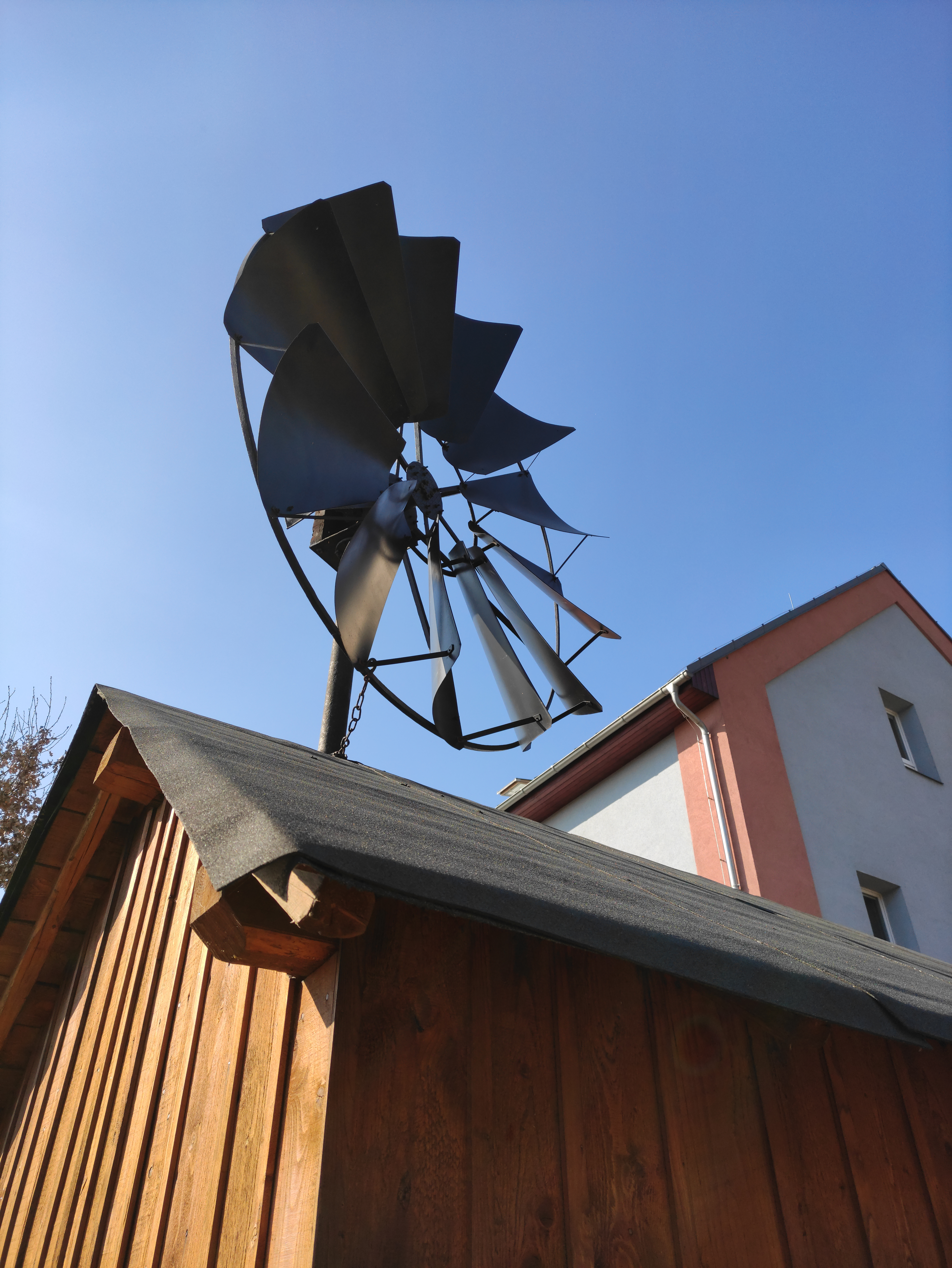
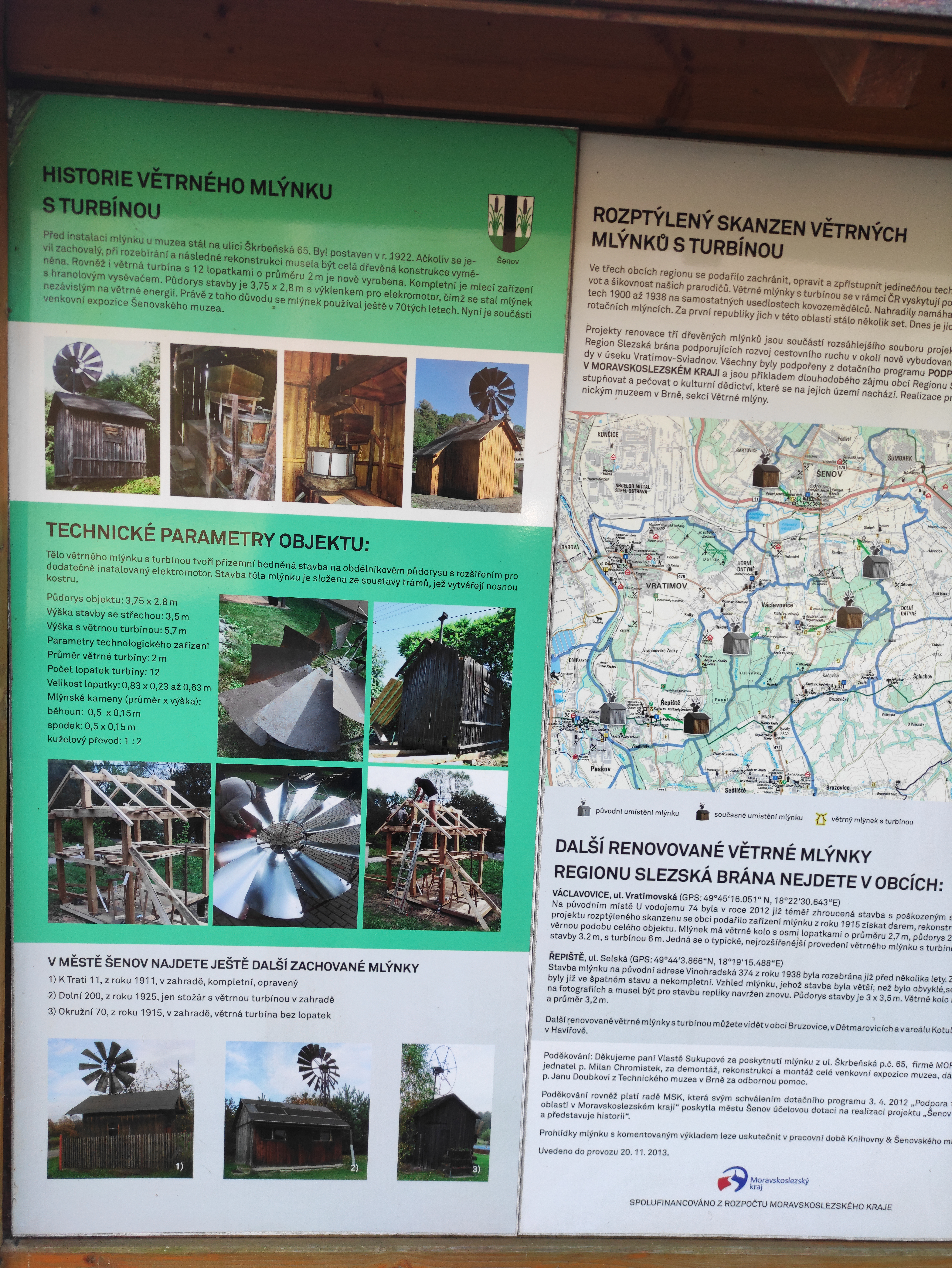
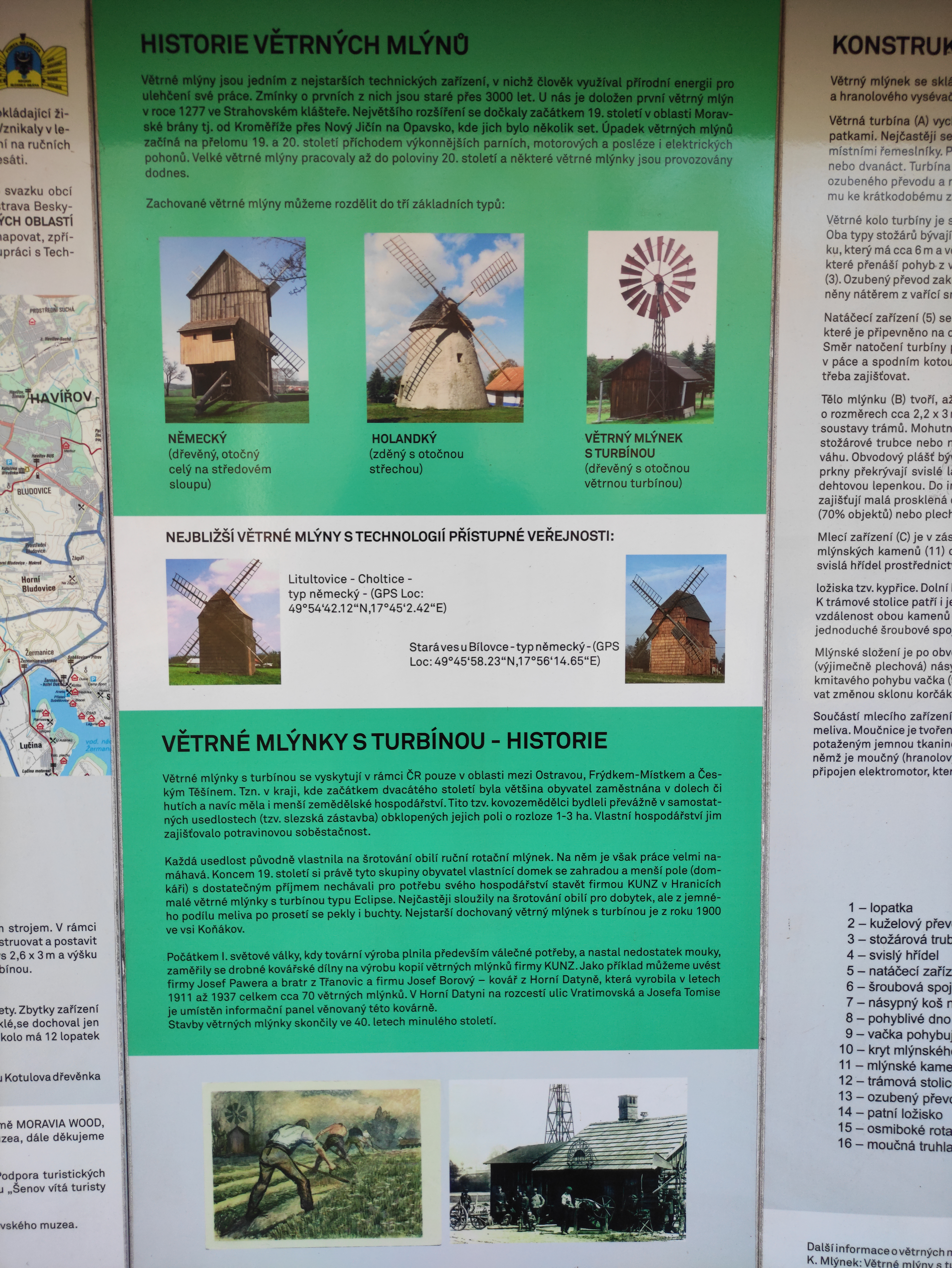
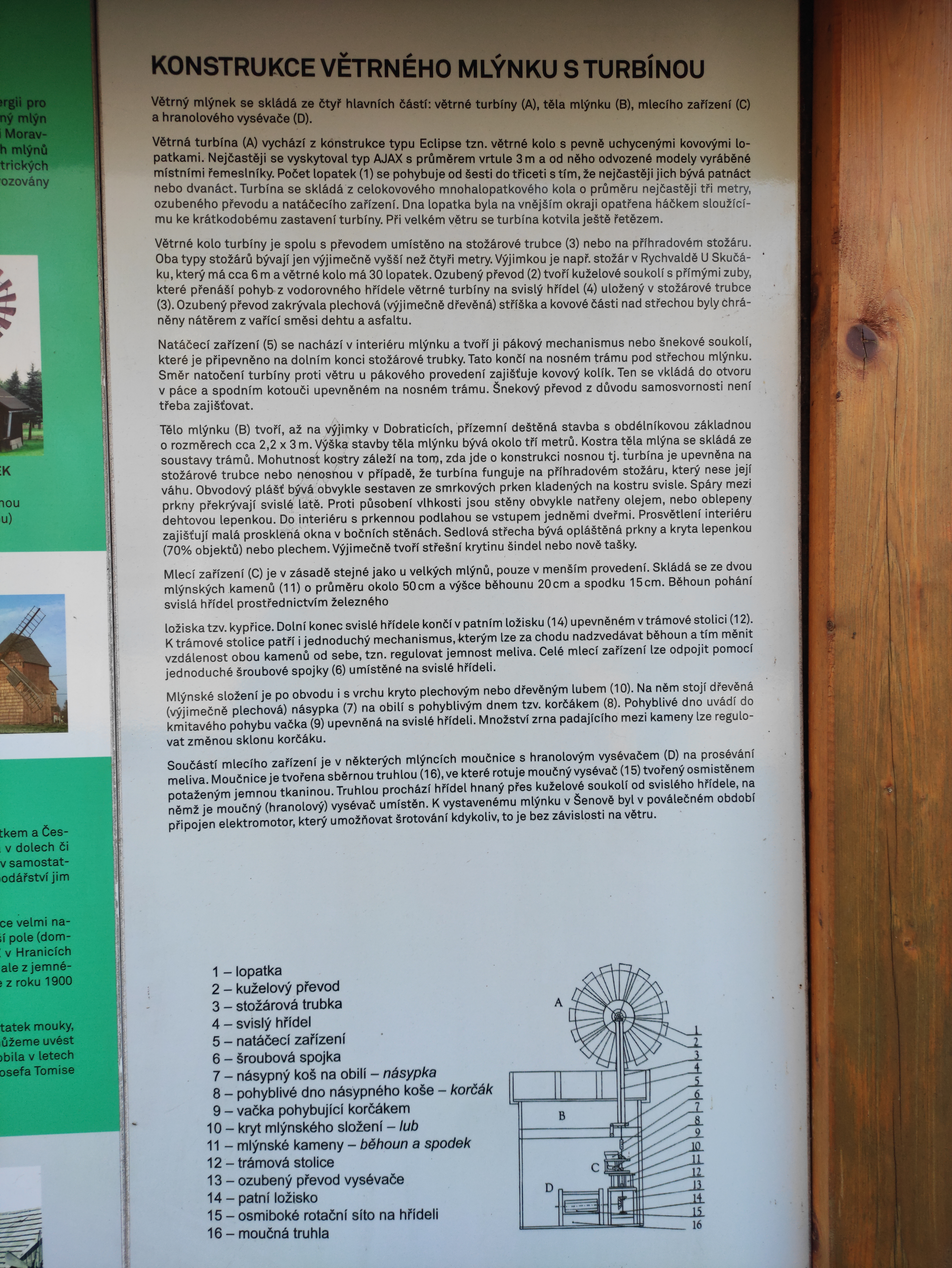